# Rovaniemi luftvärnsbatteri
Rovaniemi luftvärnsbatteri eller Rovaniemen ilmatorjuntapatteristo är ett luftvärnsförband inom finländska armén som verkat i olika former sedan 1989. Förbandsledningen är förlagd i Rovaniemi garnison i Rovaniemi.

## Historik
Rovaniemi luftvärnsbatteri bildades 1974. År 1989 sammanslogs Rovaniemi luftvärnsbatteri med Uleåborgs luftvärnsbatteri och bildade Lapplands luftvärnsregemente. År 2014 upplöstes och avvecklades regementet. Kvar av de två luftvärnsbatterierna kvarstod Rovaniemi luftvärnsbatteri. Från och med den 1 januari 2015 uppgick Rovaniemi luftvärnsbatteri som en del i Jägarbrigaden. Detta på grund av den omorganisation som Försvarsmakten genomförde under åren 2012–2015.

## Organisation
Rovaniemi luftvärnsbataljon (Rovaniemen Ilmatorjuntapatteristo, RovItPsto)
- 1. luftvärnsbatteriet (1. Ilmatorjuntapatteri)
- 2. luftvärnsbatteriet (2. Ilmatorjuntapatteri)

Lapplands musikkår (Lapin Sotilassoittokunta)
Stab/Understödscenter (Huoltokeskus)

## Förläggningar och övningsplatser
Åren 1979–1980 flyttades Karelska artilleriregementet från Villmanstrands garnison till Vekaranjärvi garnison.

## Förbandschefer
- 1974–20xx: ???

## Namn, beteckning och förläggningsort
| Rovaniemi luftvärnsbatteri   | 1974-01-01 | – | 1988-12-31 |
| Lapplands luftvärnsregemente | 1989-01-01 | – | 2014-12-31 |
| Rovaniemi luftvärnsbatteri   | 2015-01-01 | – |            |

| ROVITPSTO | 1974-01-01 | – | 1988-12-31 |
| LAPITR    | 1989-01-01 | – | 2014-12-31 |
| ROVITPSTO | 2015-01-01 | – |            |

| Rovaniemi garnison (F) | 1974-01-01 | – |  |